# Aeródromo General Freire
El Aeródromo General Freire (OACI: SCIC), es un terminal ubicado al norte de la ciudad de Curicó, Provincia de Curicó, Región del Maule, Chile. Delimitado por Avenida Circunvalación Paul Harris, Calle El Aeródromo y Calle Piloto Marcelo Oxilia. Este aeródromo es de carácter público.